# SheepShaver
SheepShaver是一个为BeOS、Linux、macOS和Windows设计的开源PowerPC Macintosh模拟器。SheepShaver最初由Christian Bauer设计开发，目前主要开发者为Gwenolé Beauchesne。

## 历史
早在1998年，SheepShaver作为商业软件发布。2002年，在BeOS的开发商Be公司被收购后，SheepShaver开放了源代码。 它使用可移植的即时编译引擎，能在PowerPC与x86平台上运行，然而，PowerPC和Intel x86指令集之间的转换效率较低，使得SheepShaver在x86平台上运行较慢。 之后，SheepShaver也移植到了Microsoft Windows系统上。
SheepShaver作为开源软件，衍生出了以下几个修改版本，这些软件能简化在Intel Mac平台上的安装过程：
- Sheep Shaver Wrapper[3]
- Chubby Bunny[4]

## 特性
SheepShaver能模拟PowerPC G4架构，并运行自7.5.2至9.0.4的Mac OS版本（模拟Mac OS 8.1及以下版本需要Old World ROM的镜像文件）。它支持窗口模式运行，并允许用户在主系统与模拟系统间复制粘贴文本、共享文件。
SheepShaver支持原生QuickDraw 2D加速、以太网模拟与CD级别音质的声音输出，但是缺乏对内存管理单元的模拟。由于需要大量的工作，对性能的影响较大，内存管理单元（MMU）的模拟功能并没有加入。

## 另见

Mac模拟器历史